# Žytomyrsko-berdyčevská operace
Žytomyrsko-berdyčevská operace, uváděna též jako Žitomirsko-berdičevská operace (dle ruských názvů ukrajinských měst) (24. prosince 1943 – 14. ledna 1944) byla vojenská operace 1. ukrajinského frontu za druhé světové války na přelomu let 1943 a 1944. V této bitvě a následné Korsuň-ševčenkovské operaci osvobodila Rudá armáda od německých okupantů velkou část pravobřežní Ukrajiny. V průběhu operace odrazila 1. a 4. tanková armáda německá vojska, pokoušející se v předcházejících týdnech protiofenzívou zahnat sovětské útvary zpět za Dněpr, a dobyla města Radomyšl, Novohrad-Volynskyj, Žytomyr, Berdyčiv a Bílou Cerkev.

## Účast československých vojáků

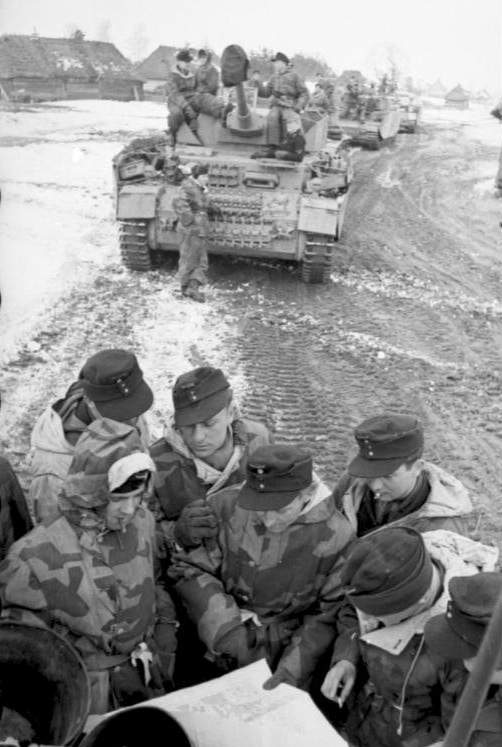
Německá obraněná skupina konzultuje pozice

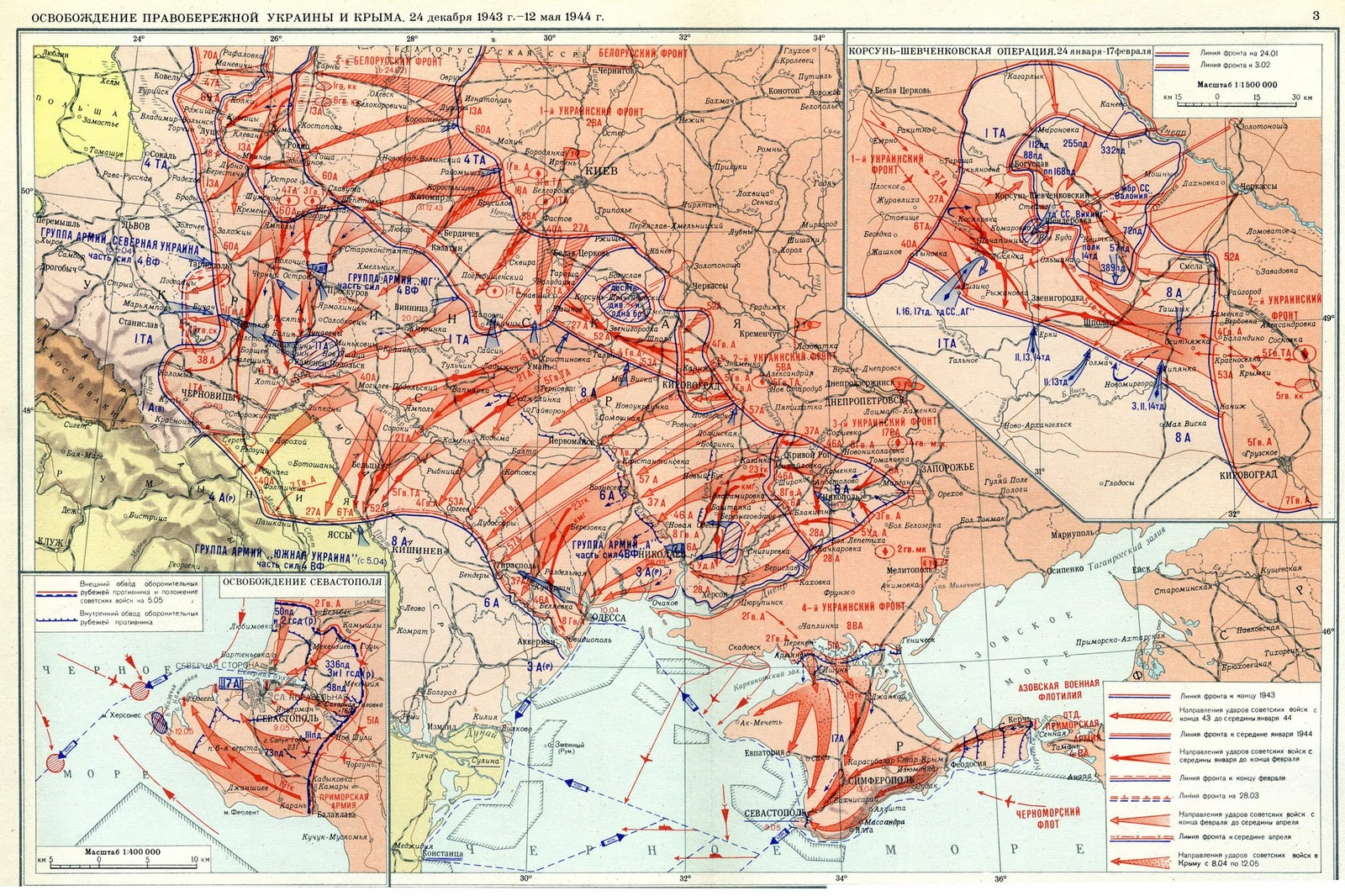
Dobytí pravobřežní Ukrajiny zima 1943-jaro 1944

Po bitvě o Kyjev, kde se vyznamenala 1. československá samostatná brigáda pod vedením Ludvíka Svobody, došlo k dalšímu útoku na pravém břehu řeky Dněpr, do kterého se zapojili i čs. vojáci jako záloha 38. sovětské armády. Spolu se sovětskými vojáky se zapojili do bojů u Vasilkova a Čerchaňova, kde způsobili nepříteli značné ztráty. Na konci listopadu však provedli Němci protiútok a jednotka přešla do obrany. 14. listopadu byla dočasně stažena z fronty a ubytována v kasárnách v Kyjevě. Po odpočinku byla nasazena do Žytomyrsko-berdyčevské operace, kde se měla podílet na bojích na jižním křídle. Dne 30. prosince v ranních hodinách zahájily čs. jednotky útok na vesnici Rudu, kterou se předtím pokoušely dvakrát neúspěšně dobýt prapory 78. střeleckého pluku Rudé armády. Českoslovenští samopalnící v bílých maskovacích oděvech pronikli do týlu jednotek Waffen SS, jejichž jednotky tuto vesnici bránily. Z nenadálého útoku vznikla v řadách Němců panika, čímž byla otevřena cesta postupujícím rojnicím 1. praporu. Do nezáviděníhodné situace se však dostala tanková skupina, která se ocitla v léčce a byla obklíčena. Ze sevření se však vymanila za pomoci samopalníků, což odnesla ztrátou 2 tanků a 25 mužů. V 16 hodin byla ves Ruda osvobozena a čs. vojáci po krátké přestávce pokračovali k pochodu na Bílou Cerkev. Překážkou se stala řeka Ross, kde museli čs. ženisté postavit provizorní most. Útok na Bílou Cerekev byl zahájen v 31. prosince 1943 ve 14 hodin, avšak kvůli absenci vlastního dělostřelectva musel být zastaven. Tvrdé boje o přístup k městu však pokračovaly následující den a trvaly do 3. ledna 1944. O den později byla Bílá Cerekev osvobozena.
Při bojích v Žytomyrsko-berdyčevské operaci ztratila československá brigáda 411 lidí (66 padlých, 270 raněných a 75 nezvěstných), 4 tanky, 3 obrněné automobily, 4 protitankové kanóny, 1 houfnici, 1 velkorážní kulomet a několik lehkých zbraní. Mnohem větší ztráty však způsobila nepříteli, který měl 1050 padlých, zničeno či ukořistěno bylo 5 samohybných děl, 17 tanků, 3 letadla, 4 baterie lehkého dělostřelectva, 150mm dělo, 1 minometná baterie, 52 lehkých a 63 těžkých kulometů, 67 aut a 95 koní.